# Gewoon diknerfmos
Gewoon diknerfmos (Cratoneuron filicinum) is een soort uit het geslacht diknerfmos (Cratoneuron).

## Determinatie
Gewoon diknerfmos is een slaapmos dat donkergroene matten vormt. De stengels zijn geveerd vertakt en worden tot 10 cm lang. De nerf is dik en eindigt in de bladtop. De bladeren hebben duidelijke hoekcelgroepen.

## Ecologie
Gewoon diknerfmos groeit op allerlei natte tot vochtige substraattypen in kalkrijke omgeving, zoals bronnen en aan oevers van rivieren, kanalen, plassen en kwelsloten.